# Фридзон, Розалия Захаровна
Розалия Захаровна Фридзон (1903—1976) — участник партизанского движения. Командир женского партизанского отряда «Родина».

## Биография
В 1920-х — 1930-х гг. на комсомольской и партийной работе в БССР. В 1939—1941 заведующая Дзержинским райздравом Минской области, член коллегии Наркомздрава БССР. В 1941, не успев эвакуироваться, оказалась в Минске с чужими документами. С 1942 санитарка инфекционной больницы, участник подполья — связная. С 1943 связная спецгруппы «Родина» при партизанской бригаде им. П. К. Пономаренко, руководитель группы связных.
В 1943 арестована гестапо на явочной квартире. В 1944 — в концлагере Эрувиль во Франции, член подпольного женского лагерного комитета, при содействии французского сопротивления бежала из лагеря. Заместитель командира, а затем командир женского партизанского отряда «Родина», образованного из 37 советских женщин. В 1944—1945 секретарь консульского отдела посольства СССР во Франции. В 1945 вернулась в СССР.
В 1966 году в Советский Союз приехал президент Франции Шарль де Голль, который попросил о встрече с бывшими партизанками, в числе которых была Р. Фридзон.

## В лагере «Эрувиль»
Концлагерь «Эрувиль» с железорудными шахтами находился в Тиле (Франция). Начиная с 1942 года на принудительные работы (шахты, рудники) во Францию из СССР были вывезены десятки тысяч советских граждан. В середине февраля 1944 года из Минска во Францию был отправлен эшелон с заключёнными гестаповской тюрьмы «Широкое», среди которых были подпольщицы и связные, которые обеспечивали партизанские отряды необходимыми информацией и материалами, в том числе и Розалия Фридзон. Французы помогали, чем могли: делились обедом, приносили обувь, вести о победах советских войск. Здесь женщины должны были кирками долбить руду, поднимать её наверх. Вскоре женщины создали подпольный комитет, куда вошли Надежда Иосифовна Лисовец и Р. З. Фридзон.
Ночью с 7 на 8 мая 1944 года при поддержке агентов французского сопротивления группа заключённых из 37 женщин и 27 мужчин совершила побег. Бежали босиком, через деревни, где находились немцы. Пройдя за две ночи около 70 километров, присоединились к французским партизанам в Аргоннских лесах между городами Сэн-Миель и Бар-Ле-Дюк. Их уже ждали в штабе. «Слабой половине» предложили остаться до конца войны в семьях местных жителей. Но беглянки просились в отряд к французам, только те отказали: «Женщин не берём, война — мужское дело». На это был дан короткий ответ: «У нас на Родине воюют все».
Так появился исключительно женский партизанский отряд «Родина» из 37 человек

## Отряд «Родина»
Вступая в отряд, женщины и девушки произносили клятву: «Выполняя свой долг перед Родиной, я обязуюсь честно и самоотверженно служить интересам французского народа, на чьей стороне я защищаю интересы своей Родины. Всеми силами я буду защищать моих братьев-французов в борьбе против общего врага — немецких оккупантов». Треть из партизанок были выходцами из Беларуси, командирами стали — Лисовец и Фридзон. Розалия Захаровна сначала была заместителем, позже сменила Надежду Иосифовну по причине её слабого здоровья.
Первой операцией отряда было участие в нападении вместе с другими отрядами на немецкую колонну с оружием, состоялся жаркий бой. Трое партизан погибли, а гитлеровцы недосчитались 12 человек: 7 убитых и 5 пленных. Отряд состоял из боевой группы, санитарного и хозяйственного отделений. Боевая группа насчитывала 14 человек. Санитарное отделение лечило раненых и больных партизан советских отрядов.
После изгнания гитлеровцев из Лотарингии отряд «Родина» был приглашён в Верден, где отважных советских партизанок повсюду встречали приветствиями и цветами. Там Фридзон было присвоено звание лейтенанта французской армии.

## Награды
Медаль «Партизану Отечественной войны» II степени (1947, СССР)
Почётный крест «добровольца сопротивления» с Красной звездой (1997, СССР).

Мемориальная доска в Барановичах на улице Ленина

## Память
20 марта 2019 года в Доме Российского исторического общества был представлен памятник женскому партизанскому отряду «Родина», действовавшему в годы Второй мировой войны на территории Франции. Скульптура, изготовленная скульптором Владимиром Суровцевым, установлена в г. Тиль в ходе юбилейных торжеств по случаю 75-й годовщины освобождения Франции от нацизма.
В городе Барановичи, по инициативе Фонда Александра Печерского установили мемориальную доску Розалии Фридзон.

## Культура
В 2020 году в московском Музее Победы прошла выставка «Непокорённые», приуроченная к Международному дню памяти жертв холокоста. Одна из страниц выставки, подготовленной Фондом Александра Печерского, посвящена Розалии Фридзон.

## Фильмы
- Обратный отсчёт. «Родина» или смерть. С Надеждой — за Францию.
- Контуры. Во славу «Родины».